# WASP-11 b
HAT-P-10-b
WASP-11 b, aussi désignée HAT-P-10 b (et parfois mentionnée sous la forme conjointe WASP-11 b / HAT-P-10 b), est une planète extrasolaire découverte en 2008. Le 26 septembre 2008, la même planète est découverte indépendamment par deux équipes : WASP-11 b par West et al. 2008 et HAT-P-10 b par Bakos et al. 2008. Les deux équipes s'accordent sur ce nom commun.
Cette exoplanète est l'une des découvertes d'exoplanètes les moins denses et les moins massives à ce jour. Sa température implique qu'elle tombe dans la classe pL des Jupiters chauds.